# Amstel Gold Race 1968
L'Amstel Gold Race 1968, terza edizione della corsa, si svolse il 21 settembre 1968 su un percorso di 245 km da Helmond ad Elsloo. Fu vinta dall'olandese Harrie Steevens, che concluse in 5h 52' 29".

## Ordine d'arrivo (Top 10)
| Pos. | Corridore               | Squadra          | Tempo    |
| ---- | ----------------------- | ---------------- | -------- |
| 1    | Harrie Steevens         | Willem II        | 5h52'29" |
| 2    | Roger Rosiers           | Mann-Grundig     | s.t.     |
| 3    | Daniel Van Ryckeghem    | Mann-Grundig     | a 1"     |
| 4    | Jo de Roo               | Willem II        | s.t.     |
| 5    | Wim Schepers            | Caballero        | s.t.     |
| 6    | Jos Huysmans            | Mann-Grundig     | s.t.     |
| 7    | Etienne Buysse          | Pull Over Centr. | s.t.     |
| 8    | Cees Zoontjes           | Caballero        | s.t.     |
| 9    | Eddy Beugels            | Mercier-BP       | s.t.     |
| 10   | Bernard V. D. Kerckhove | Pelforth         | s.t.     |